# 연회

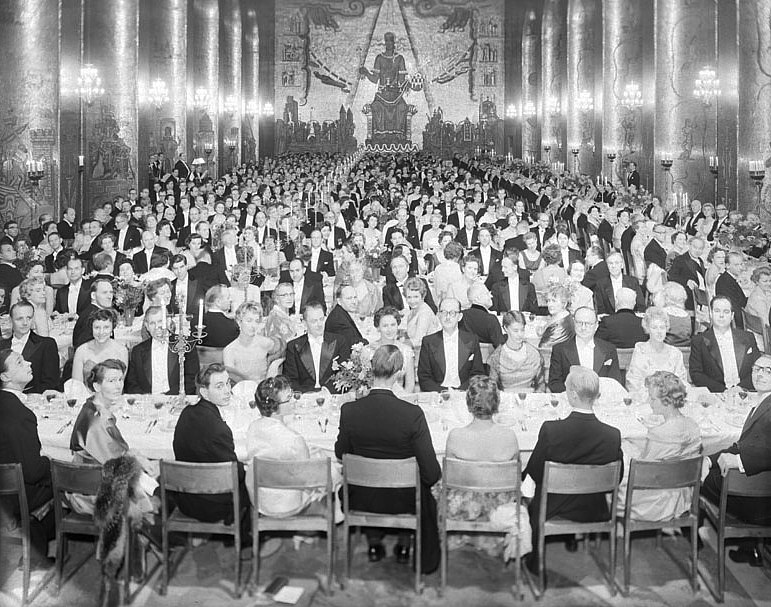

연회(宴會, banquet)는 전채, 메인 코스, 후식 등이 완비된 큰 식사와 축제이다.

## 같이 보기
- 잔치